# 北京到巴黎

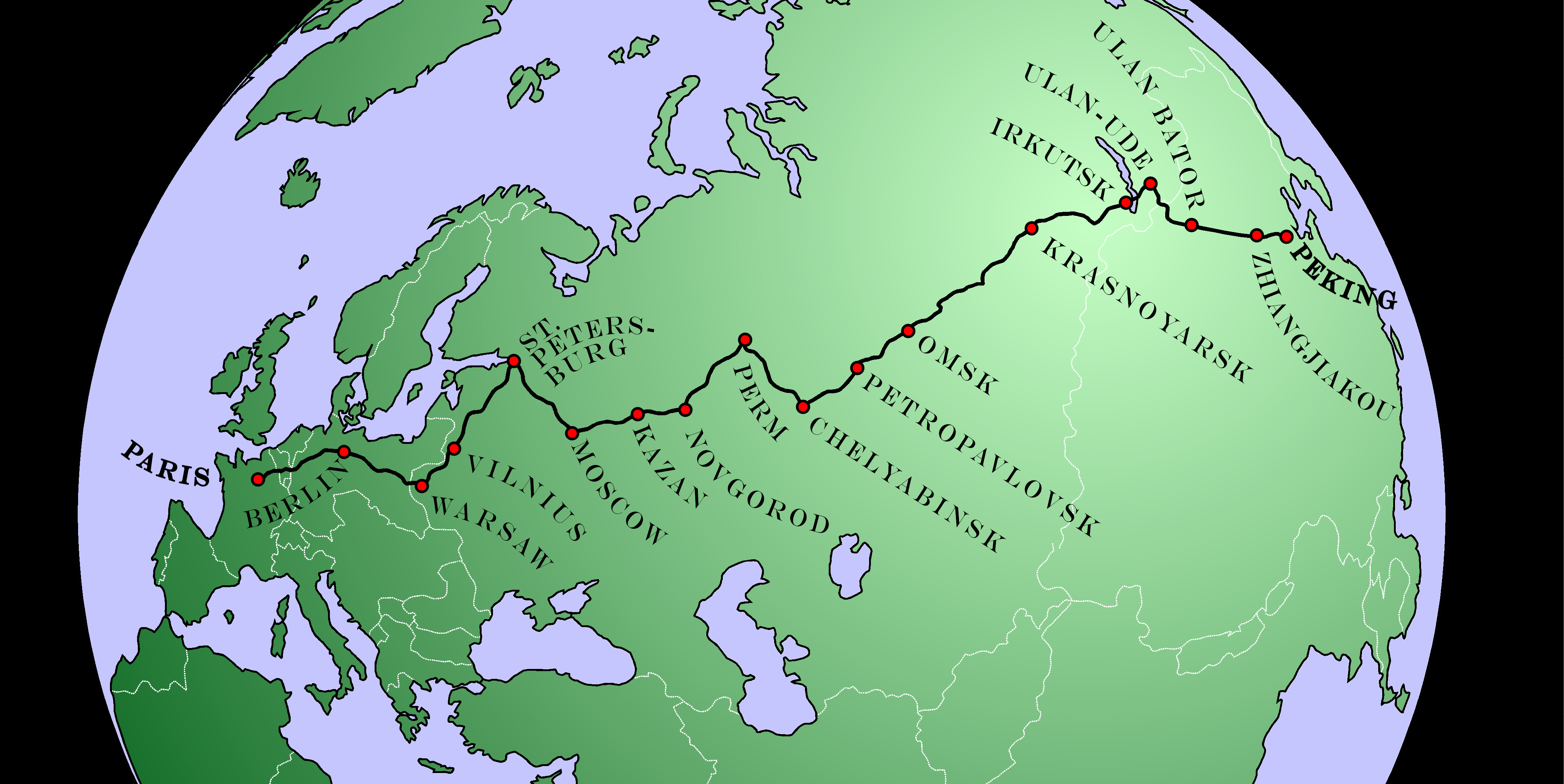
1907年時的「北京到巴黎」路線圖

北京到巴黎是一項長途駕駛比賽，起源於1907年，從当时处于清朝统治下的中國北京啟程，終點為法國巴黎，路程約有10,000哩（16,000公里），中途的路程有數條。

## 簡史

### 1907年的賽事

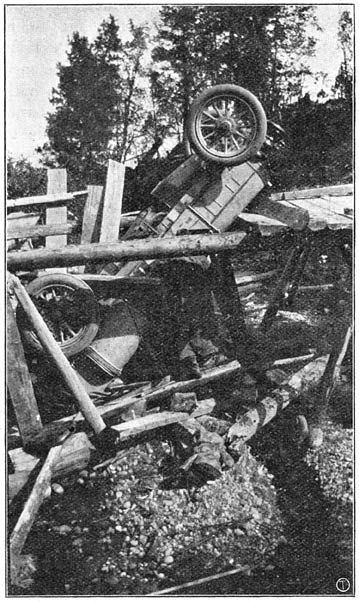
1907年賽事時橋樑不耐車重而垮下

北京到巴黎的比賽構想首見於1907年1月31日的法國報紙《晨报》。消息見報後，吸引了40隊報名參加，但僅有5隊成行，將汽車裝船運到北京。
當年成行的五隊有：
- 義大利七公升隊（Italian 7 litre）：由希皮歐內·博爾蓋塞（第10代蘇爾莫納親王）（英语：Scipione Borghese, 10th Prince of Sulmona）親王及Ettore Guizzardi駕駛
- 荷蘭Spyker隊：由Charles Goddard及Jean du Taillis駕駛
- 三輪摩托車隊：由Auguste Pons駕駛
- De Dion-Bouton隊：由Georges Cormier駕駛
- De Dion-Bouton隊：由Victor Collignon駕駛

然而在當年汽車剛問世不久，比賽的沿路上並沒有如今日有平整的鋪面道路及加油站等完善的補給，且汽車的耐用度及性能遠不如今。汽車所用的汽油甚至需先由駱駝載運到途中。遇到無鋪面道路及汽車故障時，還需藉由人力拉車。三輪摩托車隊在通過戈壁沙漠時還陷入沙漠中，車子嚴重損壞，不過駕駛靠當地居民的幫忙撿回一命。比賽最後由義大利七公升隊花了62天行程贏得第一名，Spyker隊第二名。
隔年（1908年）隨行採訪的記者路吉·巴茲尼（Luigi Barzini）爵士出版了《北京到巴黎》（Peking to Paris）一書，書內佐以數百張照片記錄比賽過程。

### 之後的賽事
在1907年的賽事之後，長途駕車愛好者紛紛舉辦類似的比賽，包括了名為「大賽車」（Great Auto Race），從美國紐約往西走跨海到法國巴黎的路線。然而因為俄國的十月革命，鐵幕興起封鎖了蘇聯境內的路線而讓北京到巴黎的賽車中斷數十年，直到1985年戈巴契夫出任蘇聯共產黨中央委員會總書記施行改革開放政策之後，才恢復比賽。
1990年，與1907年相反路線的比賽——倫敦到北京汽車挑戰賽（London To Peking Motor Challenge）舉行。1997年，第二次北京到倫敦汽車挑戰賽，94輛古董車行走新的南方路線，經過中國、印度、巴基斯坦、伊朗、土耳其、希臘及義大利等地。此次比賽由British Phil Surtees及John Bayliss駕駛一輛1942年出廠的威利斯吉普車（Willys Jeep）獲得冠軍。
2007年5月，由130輛古董車以1907年時的路線，從北京出發前往巴黎，以紀念1907年的賽事100週年。

### 不使用汽車的比賽
由於地球暖化現象逐年嚴重，為鼓勵人類少用汽車，多騎腳踏車，紐西蘭人Olly Powell發起了稱為Carfree B2P的北京到巴黎無車探險活動，取代以往以汽車跑完全程，而以腳踏車代替（必要時中途仍可搭火車及船隻）。目前約有十多組車隊或個人展開行程。

## 著作
- 《單車壯遊，從北京到巴黎》，Olly Powell、Ting、吳郁娟、浦漢龍、黃信彰、游夙君、黃嘉友、廖宏淋、周佐翰  華成  2009年出版

## 外部連結

### 使用汽車
- The Fiat 500 journey
- The Peking To Paris Motor Challenge - 2007（页面存档备份，存于）
- Peking 2 Paris Productions - 2007
- Pekingparis2005.com
- Popular Mechanics The Great Race
- ABC tv Peking to Paris
- 《愉悅的遠征》賓士季刊2007年春季號

### 不使用汽車
- Beijing to Paris Carfree (2007)
- 薛德瑞的北京到巴黎單車旅行 （页面存档备份，存于） 2007
- B2P北京到巴黎無車探險參賽者 Greenway北京到巴黎單車旅行 邊地發聲無邊無際（页面存档备份，存于） 2007
- B2P北京到巴黎無車探險參賽者 周佐翰北京到巴黎單車旅行 自行車浪遊歐亞[永久] 2007